# Koțiubînciîkî, Ciortkiv
Koțiubînciîkî (în ucraineană Коцюбинчики) este localitatea de reședință a comunei Koțiubînciîkî din raionul Ciortkiv, regiunea Ternopil, Ucraina.

## Demografie
Componența lingvistică a localității Koțiubînciîkî
     Ucraineană (98,82%)
     Alte limbi (1,01%)
Conform recensământului din 2001, majoritatea populației localității Koțiubînciîkî era vorbitoare de ucraineană (98,82%), existând în minoritate și vorbitori de alte limbi.